# 黄恒美
黄恒美（1940年12月—），江苏沭阳人，中国人民解放军将领、中国人民解放军中将。
1958年入空军航空学校学习。毕业后曾历任空军2师飞行员、副中队长、中队长、副大队长、大队长、航空兵副团长、副师长、广州军区空军航空兵第2师师长，1983年任空七军副军长，1985年任空军上海指挥所代理副司令员、副司令员，1988年任空军上海指挥所司令员，1991年任南京军区空军副司令员，1993年任成都军区空军司令员，2000年任兰州军区空军司令员，2003年退休。
1995年，授中国人民解放军中将军衔。